# Brauerei Prošek

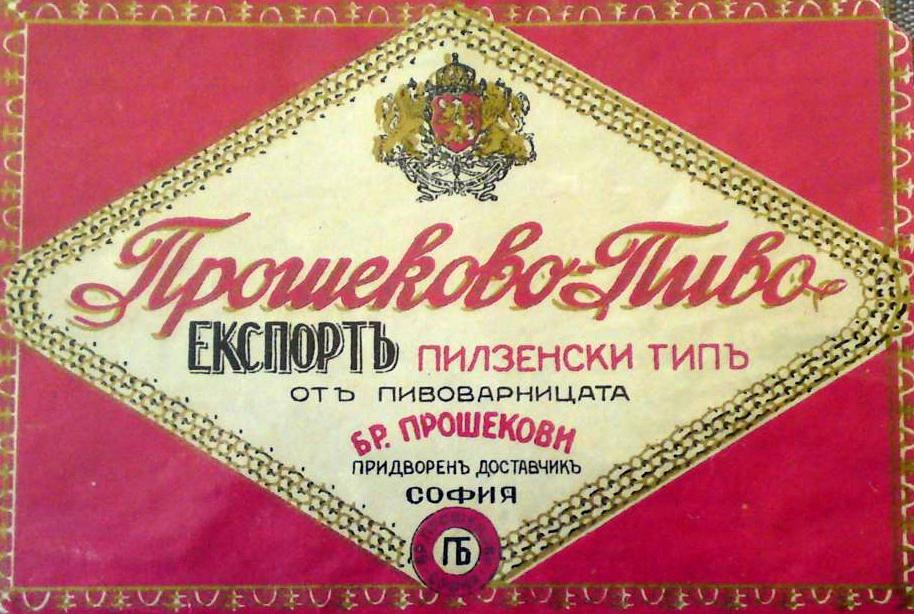
Flaschenaufkleber für das Exportbier Pilsener Art

Die Brauerei Prošek (bulgarisch пивоварница братя Прошекови piwowarniza bratja Proschekowi) stand von 1884 bis 2004 in der bulgarischen Hauptstadt Sofia. Die Bierbrauerei war von 1881 bis 1884 von den beiden Brüdern Jiří Prošek (* 1847; † 1905) und Theodor Prošek (* 1858; † 1905) errichtet worden. Beide waren tschechische Ingenieure, die aus Beraun in Böhmen stammten (damals zum Habsburger Reich gehörend) und sich in Bulgarien niedergelassen hatten. Jiří Prošek war bereits 1870 als Eisenbahningenieur auf den Balkan gekommen und hatte sich sehr stark für den nationalen Befreiungskampf der Bulgaren engagiert. Sein Bruder Theodor Prošek war 1878 nach Bulgarien nachgekommen – nach dem Ende des Russisch-Osmanischen Krieges von 1877/78, der mit der Befreiung Bulgariens endete.

## Firma „Gebrüder Georgi und Bogdan Proschek“
Die Brüder änderten 1879 ihre Vornamen offiziell in die entsprechende bulgarische Form um: aus Jiří Prošek (bulg. Иржи Прошек/Irschi Proschek) wurde Georgi Prošek (bulg. Георги Прошек/Georgi Proschek) und aus Theodor Prošek wurde Bogdan Prošek (bulg. Богдан Прошек/Bogdan Proschek).
Die Firma „Gebrüder Georgi und Bogdan Proschek“ (bulg. Братя Георги и Богдан Прошек) wurde 1895 in Sofia gegründet und existierte bis zur Enteignung durch die Kommunisten 1947. Der eingetragene Zweck der Firma war:
- Herstellung und Verkauf von Bier und Eis
- Herstellung von Druckerzeugnissen
- Baubetrieb

Das erste große Unternehmen der Familienfirma „Gebrüder Georgi und Bogdan Prošek“ war die Prošek-Brauerei, deren Bau 1881 begann und die 1884 eröffnet wurde. Der Beginn der Braukunst in Bulgarien ist mit dem Namen der Gebrüder Prošek verbunden. Die am östlichen Stadtrand von Sofia errichtete Brauerei war damals die modernste Brauerei auf dem Balkan und sie war in Sofia sehr bekannt. Das Prošek-Bier (bulg. Прошеково пиво/Proschekowo piwo) wurde eine bekannte Biermarke in Sofia.
Außer mit ihrer Brauerei waren die beiden Brüder auch auf anderen Gebieten als Unternehmer erfolgreich. Aus ihrer Firma entwickelte sich eine kleine erfolgreiche Firmendynastie.

## Brauereien in Bulgarien
Das erste Bier kam mit ungarischen Emigranten nach Bulgarien. Sie flüchteten nach der Ungarischen Revolution von 1848 zusammen mit Lajos Kossuth ins damalige Osmanische Reich ins Exil. In Schumen brauten sie ihr eigenes Bier. Nachdem sie nach kurzer Zeit die Stadt und Bulgarien wieder verließen, erlosch jedoch das Interesse der Bulgaren an dem neuen europäischen Getränk. Erst nach der Befreiung 1878 interessierte man sich in Bulgarien wieder stärker für Bier.
Vor der Befreiung Bulgariens 1878, kam das Bier ansonsten nur über die großen Donau- und Schwarzmeerhäfen nach Bulgarien, wo es von ausländischen Schiffen an die lokale Bevölkerung verkauft wurde.
Die erste kommerzielle betriebene Brauerei Bulgariens wurde 1881 von den Deutschschweizern Rudolf Frick und Friedrich Sulzer in Plowdiw gegründet.
1882 haben Kaufleute aus Schumen zusammen mit dem tschechischen Bierbrauer Franz-František Milde die erste Brauerei in Schumen gegründet. Franz-František Milde war auch 1882 an der Gründung des Bulgarischen Brauereiverbandes beteiligt. Mit Hilfe des Schweizer Experten Christian August Bomanti wurde sie 1879 bis 1881 zu einer großen, modernen Brauerei ausgebaut. Die Produktion begann 1882 in der Gegend Kameniza. Heute heißt der Nachfolger dieser Brauerei Brauerei Kameniza.
Die erste Brauerei in Warna wurde 1884 von Kasabow and Wtitschew gegründet.
In diese Zeit fiel auch der Bau der Brauerei Prošek in Sofia.

## Vorgeschichte
Jiří Prošek, der 1873 erstmals nach Bulgarien kam, hatte bemerkt, dass die Schopen (eine lokale Volksgruppe bei Sofia) die Sitte hatten, sich auf primitivste Art, nach uralter ägyptischer Methode, zur Erntezeit ihr eigenes Bier zu brauen. Sie feuchteten Gerste an, ließen sie auskeimen, trockneten sie und fügten heißes Wasser und wilden Hopfen zu, so dass eine natürliche Fermentation einsetzte.
Der französische Eisenbahningenieur Ducorp, der von 1873 bis 1876 in der Region Sofia arbeitete – ebenso wie Jiří Prošek für die Rumeli-Donau-Eisenbahngesellschaft von Baron Maurice de Hirsch, hatte eine kleine Brauerei im Dorf Knjaschewo, heute ein Stadtteil im Südwesten von Sofia, eröffnet. Was genau für Bier er braute und wem er es verkaufte, ist heute nicht mehr bekannt. Nach drei oder vier Jahren verkaufte die Witwe des inzwischen verstorbenen Ducorp die Brauerei an einen Herrn Dschansasow (bulg. Джансъзов). Dieser betrieb die Brauerei bis 1883 weiter und verpachtete sie dann an die Gebrüder Prošek. Die Prošek-Brüder stellen den tschechischen Bierbraumeister Martinek ein. Zu dieser Zeit gab es in Sofia nur zwei oder drei Kneipen, in denen Bier verkauft wurde. Anfangs wurden in der gepachteten Brauerei 10 Fässer Bier täglich gebraut, mit denen diese zwei bis drei Kneipen beliefert wurden, die das in Bulgarien „neue“ Getränk – Bier – verkauften.
Nach einer anderen Version kauften Jiří Prošek und sein Bruder die kleine Brauerei von Ducorp auf, während sie parallel dazu von 1881 bis 1884 ihre Brauerei bauten. Nach anderen Quellen war der Baubeginn 1885.
Da die baulichen Bedingungen der Brauerei in Knjaschewo unzureichend waren, wollten die Brüder an anderer Stelle einen Bierkeller bauen. Sie kauften Land am östlichen Stadtrand von Sofia, in der Nähe des alten türkischen Friedhofes (heute der Park Borisowa gradina) und bauten einen tiefen Bierkeller für die kühle Lagerung des Bieres. Das in Knjaschewo angesetzte Bier wurde zur weiteren Gärung in Fässer abgefüllt, nach Sofia transportiert und in diesem Eiskeller abgelagert. Der Eiskeller war 7,70 m breit, 22,30 m lang. Getrennt vom Bierkeller gab es noch einen Eiskeller. Die Brüder waren der Überzeugung, dass das Geheimnis für eine gute Qualität des Bieres in der Herstellung von eigenem Eis liegt. 
Ende des 19. Jahrhunderts, mit der Europäisierung der bulgarischen Hauptstadt Sofia, wurde das Bier in den bulgarischen Kneipen schnell populär und die Nachfrage stieg. Deshalb errichteten die Brüder, von 1881 bis 1884, neben diesem "Tiefen Winterkeller" (bulg. Дълбок зимник/Dalbok simnik) ihre Brauerei. Für den Bau der Brauerei bestellten sie 100.000 Ziegelsteine, wobei sie für jede Lieferung von 1000 Steinen je 16 Silberlewa zahlten. Das massive Gebäude der Brauerei (in Sofia als Brauerei-Fabrik bezeichnet) stand 1884 noch ganz allein auf einem Hügel, später hatte es die Adresse uliza San Stefano Nr. 22. Gegenüber steht heute das Gebäude des Bulgarischen Fernsehens. Das Gelände lag 150 m nordwestlich der Adlerbrücke, an deren Bau (1889 bis 1891) die beiden Brüder, sowie ihre Cousins Václav Prošek (1886 nach Sofia gekommen) und Josef Prošek (1878 nach Sofia gekommen) auch beteiligt waren. 1901 gab es in Sofia bereits 456 Kneipen, bei einer Bevölkerungszahl von 81.242.
Die Brüder kauften auch ein weiteres Grundstück mit einer ausgebrannten Kaserne – an der Stelle, wo heute der Sitz der Heiligen Synode der Bulgarisch-Orthodoxen Kirche (bulg. Свети Синод на Българската православна църква oder kurz: Синодална палата) steht.

## 1884 bis 1947
Nach ihrer Eröffnung 1884 wurde die Brauerei 1885 Lieferant des Fürstenhofes (Hoflieferant) von Alexander I. von Battenberg, was als höchste Qualitätsauszeichnung galt. Das Bier der Prošek-Brauerei erhielt 1891 die erste Auszeichnung auf einer Ausstellung in Antwerpen (Belgien): ein Ehrendiplom und eine Goldmedaille.
Nach der Fertigstellung der Fabrik bauten die Brüder unweit der Fabrik einen Biergarten an der Ecke uliza San Stefano Ecke Boulevard Zar Oswoboditel, mit 50 Tischen und 400 Sitzplätzen. Der Brauereiausschank wurde nach dem Bierkeller benannt: Bierstube „Tiefer Winterkeller“ (bulg. бирария „Дълбок зимник“/Birarija Dalbow simnik). Das Bier wurde über eine Rohrleitung direkt aus der Fabrik angeliefert.
1888 bis 1892 wurde in der Brauerei eine neue Dampfmaschine zum Antrieb eines elektrischen Generators zur Stromerzeugung installiert. Die Brauerei war das erste elektrifizierte Gebäude in Sofia, sie hatte einen eigenen Stromgenerator, um die Beleuchtung in der Fabrik zu ermöglichen und die Motoren anzutreiben. In der Fabrik gab es schon eine elektrische Beleuchtung, bevor der Fürstenhof/Zarenhof elektrisch beleuchtet war. Während der Bälle im Zarenschloss wurde der Strom aus der Brauerei zum Zarenschloss geleitet. Das Schloss wurde erst nach der Brauerei elektrifiziert.
Die Brüder Prošek haben sieben Jahre nach der Brauerei (1881 bis 1884) auch die Löwenbrücke (1888 bis 1891) und die Adlerbrücke (1889 bis 1891) erbaut. Die neu erbaute Adlerbrücke verbesserte natürlich auch die Infrastruktur für den Transport zur und von der Brauerei und zum Brauereiausschank, da die Brauerei nur 150 m nordöstlich der Adlerbrücke stand.
1888 bis 1892 wurde ebenfalls eine neue Brauausrüstung installiert. Die neue Brauerei hatte nun zwei Kessel, einen Maschinenraum mit Dieselmotor, einen Elektrodynamo, eine Abfüllanlage für Flaschen und Fässer, sowie eine Transportabteilung. Außerdem gab es in der Brauerei einen Ammoniakkompressor, die erste Kühlinstallation in Bulgarien. Mit der Anlage wurde künstliches Eis (Kühleis) hergestellt.
Die Gebrüder Prošek erweiterten 1901 ihr Brauereiunternehmen nach Tscham Koriaja (heute Borowez), wo der Erholungsbetrieb begann. Sie meiteten dort ein Gebäude an und wandelten es in ein Lokal um.
1902 wurde neben ihrer Fabrik in Sofia ein 100 m tiefer artesischer Brunnen gebohrt. In den 1920er Jahren hatte die Brauerei 15.000 Fässer. Die Firma prosperierte auch nach dem Tod ihrer Gründer (1905) weiter.

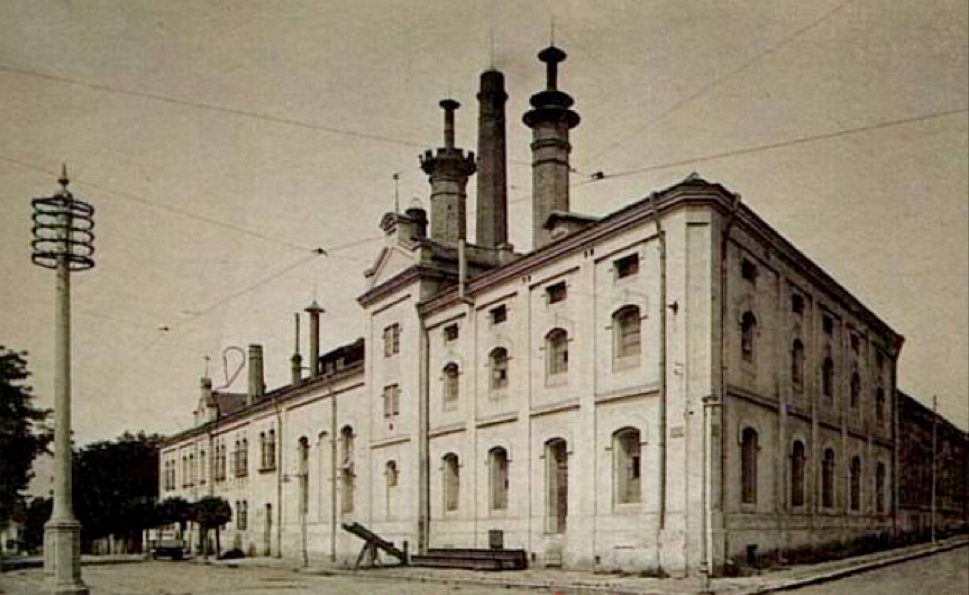
Die Brauerei Prošek

Beide Brüder starben 1905 im Abstand von einem Monat. Theodor/Bogdan Prošek starb in Sofia, sein Bruder Jiří/Georgi Prošek starb in seiner Geburtsstadt Beraun. Die Firma prosperierte unter der Leitung der Schwiegersöhne weiter. Die Brüder hatten zwar hauptsächlich Töchter, deren Ehemänner wurden später aber in die Leitung der Firma integriert, so dass sie ausreichend Leitungspersonal für die verschiedensten wirtschaftlichen Aktivitäten hatten.
Der Brauereiausschank wurde 1915 an Ilija Awramow (bulg. Илия Аврамов) verpachtet, nachdem sich die Investitionen für seinen Bau ausgezahlt hatten.
Von 1927 bis 1947 war die Brauerei Prošek eine der größten Brauereien in Bulgarien. Die Umsätze des Brauereigewerbes in Sofia überholte die Spirituosenherstellung, die Textilherstellung, die Lederproduktion und die Zuckerproduktion.

## 1947 bis 2004
Die 1944 an die Macht gelangten Kommunisten nationalisierten 1947 die Brauerei der Gebrüder Prošek und benannten sie in Brauerei „Witoscha“ um, sie war aber weiterhin allgemein unter ihrem alten Namen bekannt. Später wurde sie Teil des Kombinats „Sofioter Bier“ (bulg. „Софийско пиво“).
Der Vorwurf der Kommunisten gegen die Nachfahren der Brüder Prošek war, dass diese ihr beträchtliches Vermögen ab 1878 – in den ersten Jahren nach der Unabhängigkeit Bulgariens – nur dank ihrer Nähe zu den damaligen Machthabern und Ministern in Sofia anhäufen konnten, von denen sie dann die gewinnträchtigen Staatsaufträge bekamen. 
Wegen der gestiegenen Nachfrage nach Bier, die Einwohnerzahl von Sofia war stark angestiegen, wurde 1974 zusätzlich eine Brauerei in Sofia-Gorubljane in Betrieb genommen. Am 1. August 1978 wurde die Brauerei „Witoscha“ geschlossen und die Produktion mit dem gesamten Personal nach Gorubljane verlegt.
Nach der politischen Wende in Bulgarien 1989 und dem Machtverlust der Kommunisten, wurde die Gesellschaft „Sofioter Bier“ 1996 in „Brauerei Ariana“ (bulg. Пивоварна Ариана) umbenannt. Es wurde die Biermarke Ariana kreiert. Ariana ist die französische Form von Ariadne (griech. „Die Liebliche“), der Tochter des Königs Minos von Kreta. 1997 erwarben Heineken und Coca Cola Hellenic Bottling Company ein Kontrollpaket an Aktien der "Brauerei Ariana". 2004 wurde die Brauerei Ariana endgültig geschlossen und die Produktion in die Brauerei Sagorka AG in Stara Sagora verlegt. Das alte Brauereigebäude wurde 2004 abgerissen. Gegenwärtig (Stand: April 2010) befindet sich an dieser eine 6,5 ha große Baustelle zur Errichtung eines Komplexes aus Geschäften, Wohnungen und einem unterirdischen Parkhaus.
Die Biermarke Ariana – eine Marke der Heineken-Brauerei in Bulgarien – existiert weiter, wird jetzt aber nur noch in Stara Sagora, in der zum Heineken-Konzern gehörenden Brauerei Sagorka AG gebraut. Die Biermarke Ariana ist heute eine der wichtigsten Marken der Sagorka AG, sie macht 50 % der verkauften Biere der Brauerei aus. Obwohl die Biermarke Ariana in Fernsehwerbespots 2009 in Bulgarien massiv mit der Brautradition der Brauerei Prošek beworben wurde, gab es diese Marke nicht zur Zeit der Gebrüder Prošek.